# Röttingen
Röttingen là một thị xã ở huyện Würzburg, bang Bayern, Đức. Đô thị này tọa lạc 30 km về phía nam của Würzburg, và 15 km về phía đông của Bad Mergentheim.